# Canton de Bellerive-sur-Allier
Le canton de Bellerive-sur-Allier est une circonscription électorale française du département de l'Allier, créée par le décret du 27 février 2014 et entrant en vigueur lors des élections départementales de 2015.

## Histoire
Un nouveau découpage territorial de l'Allier entre en vigueur en mars 2015, défini par le décret du 27 février 2014, en application des lois du 17 mai 2013 (loi organique 2013-402 et loi 2013-403). Les conseillers départementaux sont, à compter de ces élections, élus au scrutin majoritaire binominal mixte. Les électeurs de chaque canton élisent au Conseil départemental, nouvelle appellation du Conseil général, deux membres de sexe différent, qui se présentent en binôme de candidats. Les conseillers départementaux sont élus pour six ans au scrutin binominal majoritaire à deux tours, l'accès au second tour nécessitant 12,5 % des inscrits au premier tour. En outre la totalité des conseillers départementaux est renouvelée. Ce nouveau mode de scrutin nécessite un redécoupage des cantons dont le nombre est divisé par deux avec arrondi à l'unité impaire supérieure si ce nombre n'est pas entier impair, assorti de conditions de seuils minimaux. Dans l'Allier, le nombre de cantons passe ainsi de 35 à 19. Le canton de Bellerive-sur-Allier fait partie des neuf nouveaux cantons du département, les dix autres cantons portant la dénomination d'un ancien canton, mais avec des limites territoriales différentes.

## Représentation
| Période élective | Période élective | Mandat | Mandat   | Identité              | Nuance | Nuance | Qualité |
| ---------------- | ---------------- | ------ | -------- | --------------------- | ------ | ------ | --- |
| 2015             | 2021             | 2015   | 2021     | Isabelle Goninet      |        | LR     | Hôtesse de caisse, 1ère adjointe au maire de Bellerive-sur-Allier |
| 2015             | 2021             | 2015   | 2021     | Jean-Jacques Rozier   |        | DVD    | Agriculteur retraité, maire honoraire d'Escurolles Ancien conseiller général du canton d'Escurolles 11e vice-président chargé des ressources humaines, de l'administration générale, de la coopération internationale et de la commande publique |
| 2021             | 2028             | 2021   | en cours | Jean-Marc Germanangue |        | DVD    | Paysagiste retraité, maire de Vendat |
| 2021             | 2028             | 2021   | en cours | Isabelle Goninet      |        | LR     | Conseillère sortante |

### Résultats détaillés

#### Élections de mars 2015
À l'issue du premier tour des élections départementales de 2015, deux binômes sont en ballottage : Isabelle Goninet et Jean-Jacques Rozier (Union de la Droite, 42,96 %) et Marie-Françoise Cussinet et Erwan Eon Duval (FN, 26,47 %). Le taux de participation est de 55,44 % (7 498 votants sur 13 524 inscrits) contre 53,8 % au niveau départemental et 50,17 % au niveau national.
Au second tour, Isabelle Goninet et Jean-Jacques Rozier (Union de la Droite) sont élus avec 70,66 % des suffrages exprimés et un taux de participation de 54,6 % (4 679 voix pour 7 384 votants et 13 525 inscrits).

#### Élections de juin 2021
Le premier tour des élections départementales de 2021 est marqué par un très faible taux de participation (33,26 % au niveau national). Dans le canton de Bellerive-sur-Allier, ce taux de participation est de 37,62 % (5 269 votants sur 14 004 inscrits) contre 36,56 % au niveau départemental. À l'issue de ce premier tour, deux binômes sont en ballottage : Jean-Marc Germanangue et Isabelle Goninet (DVD, 71,41 %) et Guillaume Desmoules et Nathalie Verrière (Union à gauche avec des écologistes, 28,59 %).
Le second tour des élections est marqué une nouvelle fois par une abstention massive équivalente au premier tour. Les taux de participation sont de 34,3 % au niveau national, 37,8 % dans le département et 38,3 % dans le canton de Bellerive-sur-Allier. Jean-Marc Germanangue et Isabelle Goninet (DVD) sont élus avec 72,14 % des suffrages exprimés (3 617 voix pour 5 364 votants et 14 007 inscrits),,.

## Composition
Le canton de Bellerive-sur-Allier est composé de onze communes entières.
Les onze communes sont issues de l'ancien canton d'Escurolles.
| Nom                                          | Code Insee | Intercommunalité                 | Superficie (km2) | Population (dernière pop. légale) | Densité (hab./km2) | Modifier                                    |
| -------------------------------------------- | ---------- | -------------------------------- | ---------------- | --------------------------------- | ------------------ | ------------------------------------------- |
| Bellerive-sur-Allier (bureau centralisateur) | 03023      | CA Vichy Communauté              | 18,97            | 8 898 (2022)                      | 469                | modifier les données · modifier les données |
| Broût-Vernet                                 | 03043      | CC Saint-Pourçain Sioule Limagne | 31,71            | 1 209 (2022)                      | 38                 | modifier les données · modifier les données |
| Brugheas                                     | 03044      | CA Vichy Communauté              | 26,81            | 1 556 (2022)                      | 58                 | modifier les données · modifier les données |
| Cognat-Lyonne                                | 03080      | CA Vichy Communauté              | 12,51            | 707 (2022)                        | 57                 | modifier les données · modifier les données |
| Escurolles                                   | 03109      | CC Saint-Pourçain Sioule Limagne | 13,27            | 797 (2022)                        | 60                 | modifier les données · modifier les données |
| Espinasse-Vozelle                            | 03110      | CA Vichy Communauté              | 17,87            | 973 (2022)                        | 54                 | modifier les données · modifier les données |
| Hauterive                                    | 03126      | CA Vichy Communauté              | 8,08             | 1 186 (2022)                      | 147                | modifier les données · modifier les données |
| Saint-Didier-la-Forêt                        | 03227      | CC Saint-Pourçain Sioule Limagne | 33,59            | 388 (2022)                        | 12                 | modifier les données · modifier les données |
| Saint-Pont                                   | 03252      | CA Vichy Communauté              | 12,31            | 692 (2022)                        | 56                 | modifier les données · modifier les données |
| Serbannes                                    | 03271      | CA Vichy Communauté              | 14,30            | 826 (2022)                        | 58                 | modifier les données · modifier les données |
| Vendat                                       | 03304      | CA Vichy Communauté              | 16,76            | 2 269 (2022)                      | 135                | modifier les données · modifier les données |
| Canton de Bellerive-sur-Allier               | 0301       |                                  | 206,18           | 19 501 (2022)                     | 95                 | modifier les données                        |

## Démographie
En 2022, le canton comptait 19 501 habitants, en évolution de +3,37 % par rapport à 2016 (Allier : −1,38 %, France hors Mayotte : +2,11 %).
| 2013   | 2018   | 2022   |
| ------ | ------ | ------ |
| 18 801 | 19 014 | 19 501 |